# 剣持久木
剣持 久木（けんもち ひさき、1961年2月 - ）は、日本の歴史学者（フランス現代史・歴史認識）。学位は文学修士。静岡県立大学大学院国際関係学研究科比較文化専攻専攻長・国際関係学部教授、静岡県公立大学教職員組合委員長（第14代）。
名城大学商学部助教授、名城大学経営学部助教授などを歴任した。

## 来歴

### 生い立ち
1961年、比較文学者の剣持武彦の長男として生まれた。上智大学に進学し、文学部の史学科にて学んだ。1983年に上智大学を卒業すると、同大学の大学院に進学した。文学研究科の史学専攻にて学び、1986年に博士前期課程を修了した。その後、フランスに渡り、パリ第十大学（いわゆるナンテール大学）にて学んだ。1989年に、パリ第十大学の博士準備課程（DEA課程）を修了した。その後、日本に戻り、上智大学の大学院にて学んだ。1993年、文学研究科の史学専攻にて、博士後期課程を単位取得退学した。

### 研究者として
日本学術振興会の特別研究員を経て、名城大学に採用された。名城大学では商学部の助教授を務め、のちに経営学部の助教授となった。その後、名城大学から静岡県立大学に転じ、国際関係学部の教授に就任し、国際言語文化学科の講義を担当した。また、静岡県立大学の大学院では、国際関係学研究科の教授も兼務し、比較文化専攻の講義を担当した。また、リール政治学院やパリ高等師範学校では、それぞれ客員教授に就任した。なお、静岡県公立大学教職員組合では、2020年7月から委員長を務めた。

## 研究
専門は歴史学であり、フランス現代史や歴史認識といった分野を研究している。具体的には、ヴィシー体制下における対独協力や国民革命についての研究や、1930年代のフランスにおけるファシズムの研究などに取り組んでおり、専門書なども上梓している。また、歴史認識に関連するものとしては、第二次世界大戦後のフランスにおける、ドイツ占領期の記憶についての研究や、フランスとドイツの共通の歴史教科書についての研究などにも取り組んでいる。
2016年12月には、教員活動評価において業績が優秀と認められ静岡県立大学学長表彰を受けた。
学会としては、日本西洋史学会、現代史研究会、史学会、日仏歴史学会、関西フランス史研究会などに所属している。また、日仏歴史学会では理事を務めた。

## 家族・親族
二松學舍大学名誉教授の剣持武彦は父にあたる。

## 略歴
- 1961年 - 誕生。
- 1983年 - 上智大学文学部卒業。
- 1986年 - 上智大学大学院文学研究科博士前期課程修了。
- 1989年 - パリ第十大学博士準備課程修了。
- 1993年 - 上智大学大学院文学研究科博士後期課程単位取得退学。
- 2020年 - 静岡県公立大学教職員組合委員長。

## 賞歴
- 2016年 - 静岡県立大学学長表彰。

## 著作

### 単著
- 『記憶の中のファシズム――「火の十字団」とフランス現代史』講談社、2008年

### 共著
- 小菅信子、リオネル・バビッチ共編著『歴史認識共有の地平――独仏共通教科書と日中韓の試み』明石書店、2009年
- 『越境する歴史認識 ヨーロッパにおける「公共史」の試み』編. 岩波書店, 2018.3
- 『よくわかるフランス近現代史』(やわらかアカデミズム・〈わかる〉シリーズ) 編著. ミネルヴァ書房, 2018.5

### 翻訳
- ジョン・キーガン編、滝田毅監訳『第二次世界大戦歴史地図――タイムズ・アトラス』コンパクト版、原書房、2001年
- ロバート・O・パクストン著、渡辺和行共訳『ヴィシー時代のフランス――対独協力と国民革命 1940-1944』柏書房、2004年
- ジャン=ジャック・ベッケール、ゲルト・クルマイヒ著、西山暁義共訳『仏独共同通史第一次世界大戦』岩波書店、2012年
- アンリ・ルソー『過去と向き合う 現代の記憶についての試論』末次圭介, 南裕三共訳. 吉田書店, 2020.10